# Shriek: Posłowie
Shriek: Posłowie (tyt. oryg. Shriek: An Afterword) – powieść fantasy autorstwa amerykańskiego pisarza, Jeffa VanderMeera. Została opublikowana w 2006 nakładem Tor Books. Polskie tłumaczenie ukazało się 19 marca 2010, nakładem wydawnictwa Mag, w ramach serii Uczta Wyobraźni. Jak autor podaje w posłowiu, pisanie powieści zajęło mu osiem lat. Akcja książki rozgrywa się w fikcyjnym mieście Ambergris, które co jakiś czas pojawia się w twórczości pisarza. Nazwa tego miasta została także użyta jako tytuł serii powieści VanderMeera, w której Shriek: Posłowie jest tomem drugim.

## Fabuła
Janice Shriek jest mieszkanką miasta Ambergris. Na przełomie lat pełniła wiele funkcji: była artystką, właścicielką galerii, reporterką czy bywalczynią salonów. Jej młodszy brat, Duncan, jest historykiem, zajmującym się badaniem sprawy Szarych Kapeluszy. To niebezpieczne, grzybopodobne istoty, których istnienie owiane jest tajemnicą. Janice pisze obszerne posłowie do książki Duncana, które ten postanawia wydać, dodając do niego własny komentarz. 